# Puchar Ameryki Południowej w narciarstwie alpejskim kobiet 2023
Puchar Ameryki Południowej w narciarstwie alpejskim kobiet w sezonie 2023 – zawody rozgrywane pod patronatem Międzynarodowej Federacji Narciarskiej (FIS) latem i jesienią 2023 roku. Pierwsze zawody z cyklu odbyły się 4 sierpnia 2023 r. w argentyńskim Chapelco, natomiast ostatnie zmagania zostały rozegrane 29 września tego samego roku w chilijskim ośrodku narciarskim Corralco.
Wśród kobiet Pucharu Ameryki Południowej z poprzedniego sezonu broniła Albanka Lara Colturi. Tym razem najlepsza okazała się Chilijka Matilde Schwencke.

## Podium zawodów
| Lp. | Data             | Miejscowość    | Konkurencja     | 1. miejsce            | 2. miejsce         | 3. miejsce            |
| --- | ---------------- | -------------- | --------------- | --------------------- | ------------------ | --------------------- |
| 1.  | 4 sierpnia 2023  | Chapelco       | Gigant          | Giselle Gorringe      | Florencia Aramburo | Noémie Longchamps     |
| 2.  | 5 sierpnia 2023  | Chapelco       | Gigant          | Leandra Zehnder       | Noémie Longchamps  | Nicole Begue          |
| 3.  | 7 sierpnia 2023  | Cerro Catedral | Slalom          | Giselle Gorringe      | Leandra Zehnder    | Lara Markthaler       |
| 4.  | 8 sierpnia 2023  | Cerro Catedral | Slalom          | Giselle Gorringe      | Matilde Schwencke  | Lara Markthaler       |
|     | 21 sierpnia 2023 | Las Leñas      | Supergigant     | Odwołano              | Odwołano           | Odwołano              |
|     | 21 sierpnia 2023 | Las Leñas      | Supergigant     | Odwołano              | Odwołano           | Odwołano              |
|     | 23 sierpnia 2023 | Las Leñas      | Gigant          | Odwołano              | Odwołano           | Odwołano              |
|     | 24 sierpnia 2023 | Las Leñas      | Slalom          | Odwołano              | Odwołano           | Odwołano              |
| 5.  | 25 sierpnia 2023 | Cerro Catedral | Slalom          | Kim Vanreusel         | Justine Lamontagne | Giselle Gorringe      |
| 6.  | 26 sierpnia 2023 | Cerro Catedral | Gigant          | Laurine Lugon-Moulin  | Kim Vanreusel      | Noémie Longchamps     |
| 7.  | 31 sierpnia 2023 | La Parva       | Zjazd           | Britt Richardson      | Tifany Roux        | Léna Dauphin          |
| 8.  | 31 sierpnia 2023 | La Parva       | Zjazd           | Léna Dauphin          | Tifany Roux        | Greta Small           |
|     | 1 września 2023  | La Parva       | Supergigant     | Odwołano              | Odwołano           | Odwołano              |
|     | 1 września 2023  | La Parva       | Supergigant     | Odwołano              | Odwołano           | Odwołano              |
|     | 2 września 2023  | El Colorado    | Gigant          | Odwołano              | Odwołano           | Odwołano              |
| 9.  | 3 września 2023  | La Parva       | Slalom          | Maria Sole Antonini   | Alessandra Banchi  | Martina Banchi        |
| 10. | 11 września 2023 | Cerro Castor   | Gigant          | Julia Scheib          | Stephanie Brunner  | Hanna Aronsson Elfman |
| 11. | 12 września 2023 | Cerro Castor   | Gigant          | Simone Wild           | Camille Rast       | Vivianne Härri        |
| 12. | 13 września 2023 | Cerro Castor   | Slalom          | Moa Boström Müssener  | Stephanie Brunner  | Beatrice Sola         |
| 13. | 14 września 2023 | Cerro Castor   | Slalom          | Beatrice Sola         | Stephanie Brunner  | Moa Boström Müssener  |
| 14. | 26 września 2023 | Corralco       | Zjazd           | Stefanie Fleckenstein | Ania Monica Caill  | Carolin Rettenwender  |
| 15. | 27 września 2023 | Corralco       | Zjazd           | Matilde Schwencke     | Jenna Sheldon      | Matilde Pinilla       |
|     | 28 września 2023 | Corralco       | Superkombinacja | Odwołano              | Odwołano           | Odwołano              |
|     | 28 września 2023 | Corralco       | Superkombinacja | Odwołano              | Odwołano           | Odwołano              |
| 16. | 29 września 2023 | Corralco       | Supergigant     | Stefanie Fleckenstein | Jacqueline Wiles   | Tricia Mangan         |
| 17. | 29 września 2023 | Corralco       | Supergigant     | Stefanie Fleckenstein | Jacqueline Wiles   | Breezy Johnson        |

## Klasyfikacje
| Lp. | Zawodniczka           | Punkty |
| --- | --------------------- | ------ |
| 1.  | Matilde Schwencke     | 551    |
| 2.  | Giselle Gorringe      | 540    |
| 3.  | Florencia Aramburo    | 378    |
| 4.  | Stefanie Fleckenstein | 300    |
| 5.  | Leandra Zehnder       | 275    |
| 5.  | Jenna Sheldon         | 275    |
| 7.  | Matilde Pinilla       | 268    |
| 8.  | Noémie Longchamps     | 245    |
| 9.  | Stephanie Brunner     | 240    |
| 10. | Lara Markthaler       | 210    |

| Lp. | Zawodniczka           | Punkty |
| --- | --------------------- | ------ |
| 1.  | Matilde Schwencke     | 235    |
| 2.  | Jenna Sheldon         | 199    |
| 3.  | Léna Dauphin          | 160    |
| 4.  | Tifany Roux           | 160    |
| 5.  | Britt Richardson      | 145    |
| 6.  | Greta Small           | 110    |
| 7.  | Stefanie Fleckenstein | 100    |
| 8.  | Giselle Gorringe      | 95     |
| 9.  | Ania Monica Caill     | 80     |
| 10. | Florencia Aramburo    | 78     |

| Lp. | Zawodniczka           | Punkty |
| --- | --------------------- | ------ |
| 1.  | Stefanie Fleckenstein | 200    |
| 2.  | Jacqueline Wiles      | 160    |
| 3.  | Breezy Johnson        | 110    |
| 3.  | Tricia Mangan         | 110    |
| 5.  | Giselle Gorringe      | 85     |
| 6.  | Carolin Rettenwender  | 81     |
| 7.  | Jenna Sheldon         | 76     |
| 8.  | Vanesa Vulganová      | 64     |
| 9.  | Matilde Schwencke     | 52     |
| 10. | Georgina Tarragó      | 51     |

| Lp. | Zawodniczka          | Punkty |
| --- | -------------------- | ------ |
| 1.  | Noémie Longchamps    | 200    |
| 2.  | Florencia Aramburo   | 162    |
| 3.  | Leandra Zehnder      | 145    |
| 4.  | Simone Wild          | 136    |
| 5.  | Camille Rast         | 125    |
| 6.  | Matilde Schwencke    | 123    |
| 7.  | Nicole Begue         | 122    |
| 8.  | Giselle Gorringe     | 100    |
| 8.  | Laurine Lugon-Moulin | 100    |
| 8.  | Julia Scheib         | 100    |

| Lp. | Zawodniczka                | Punkty |
| --- | -------------------------- | ------ |
| 1.  | Giselle Gorringe           | 260    |
| 2.  | Beatrice Sola              | 160    |
| 2.  | Moa Boström Müssener       | 160    |
| 4.  | Stephanie Brunner          | 160    |
| 5.  | Lara Markthaler            | 160    |
| 6.  | Matilde Schwencke          | 141    |
| 7.  | Leandra Zehnder            | 130    |
| 8.  | Matilde Pinilla            | 126    |
| 9.  | María Belén Simari Birkner | 105    |
| 10. | Kim Vanreusel              | 100    |
| 10. | Maria Sole Antonini        | 100    |